# Islandiana cavealis
Islandiana cavealis là một loài nhện trong họ Linyphiidae.
Loài này thuộc chi Islandiana. Islandiana cavealis được Wilton Ivie miêu tả năm 1965.